# Fatim Cissé
Pour les articles homonymes, voir Cissé.
Fatim Cissé est une femme entrepreneure, née le 31 mars 1983. Première ivoirienne diplômée en Intelligence artificielle, elle est fondatrice de DUX Côte d'Ivoire et directrice de IHS Towers Côte d'Ivoire, depuis 2020. 

## Biographie
Titulaire d'un Baccalauréat Série ES obtenu en 2000 au Lycée international Jean-Mermoz à Abidjan, elle part au Canada poursuivre ses études. Après un Bachelor en Sciences économiques de l'Université de Montréal en 2004, elle obtient un Master en Ressources Humaines et Management en 2010, à HEC Montréal. Elle décroche en 2016, le Senior Executive Program en Management de Harvard Business School.
En 2019, elle devient la première femme ivoirienne à décrocher l'Executive Program en Intelligence artificielle de la Singularity University, située sur le campus de la NASA, en plein cœur de la Silicon Valley. Elle est mariée à Alain Kouadio, entrepreneur ivoirien.

## Carrière
Elle commence sa carrière au Canada en 2005, chez Hewitt & Associates en tant que responsable de la paie, puis devient responsable des ressources humaines chez Quintiles de 2006 à 2007.
En 2007, elle est nommée directrice des ressources humaines et de la formation de Centennial Marketing Group. Elle occupe ce poste jusqu'en 2010.
En 2011, de retour en Côte d'Ivoire, elle intègre Ericsson et prend la direction des ressources humaines des filiales de Côte d'Ivoire, du Bénin et du Togo.
De 2013 à 2018, elle gère la direction des ressources humaines de la filiale ivoirienne du groupe télécom IHS Towers.
Experte en développement d'intelligence artificielle, elle fonde en 2018 sa société Dux Côte d'Ivoire.
En 2020, elle réintègre IHS Towers et est placée à la tête de la branche ivoirienne du groupe. Elle devient la première femme à occuper le poste de directrice générale au sein du groupe.

## Prix et distinctions
En août 2019, elle est décorée par la grande chancelière Henriette Dagri Diabaté et reçoit la médaille de Chevalier dans l'Ordre National.
En 2019 et 2020, elle est successivement incluse dans les deux premières éditions du Who's Who in Côte d'Ivoire, la bible de l'excellence ivoirienne. Cet ouvrage vise à mettre en avant les meilleurs talents ivoiriens.
En 2021, elle fait partie du classement Choiseul 100 Africa qui met en lumière les jeunes africains de moins 40 ans ou moins susceptible de jouer un rôle important dans le développement du continent.